# Куминский сельсовет
Куминский сельсовет — административно-территориальная единица и муниципальное образование со статусом сельского поселения в Лакском районе Дагестана Российской Федерации.
Административный центр — село Кума.

## Население
| 2002 | 2010 | 2012 | 2013 | 2014 | 2015 | 2016 |
| ---- | ---- | ---- | ---- | ---- | ---- | ---- |
| 556  | ↗563 | ↗568 | ↗569 | ↗577 | ↘575 | ↘567 |
| 2017 | 2018 | 2019 | 2020 | 2021 | 2023 | 2024 |
| ↗568 | ↗571 | →571 | ↘569 | ↘509 | ↗513 | ↘509 |
| 2025 |      |      |      |      |      |      |
| ↘500 |      |      |      |      |      |      |

## Состав
| № | Населённый пункт | Тип населённого пункта       | Население |
| - | ---------------- | ---------------------------- | --------- |
| 1 | Багикла          | село                         | ↗88       |
| 2 | Кума             | село, административный центр | ↘421      |